# Люди Ікс: Перший клас
«Люди Ікс: Перший клас» (англ. X-Men: First Class) — супергеройський фільм 2011 року про людей-мутантів за мотивами однойменного коміксу видавництва Marvel Comics. Загалом п'ята за рахунком картина в серії фільмів про Людей Ікс, приквел «Людей Ікс» (2000), першого фільму серії. Режисером стрічки став Метью Вон, а продюсером — Браян Сінгер. В головних ролях зіграли Джеймс Мак-Евой, Майкл Фассбендер, Роуз Бірн, Дженніфер Лоуренс, Дженьюарі Джонс, Олівер Платт і Кевін Бейкон. Фільм зосереджується на стосунках між Чарльзом Ксав’єром (Мак-Евой) і Магнето (Фассбендер) та розповідає історію створення ними двох різних команд мутантів — Людей Ікс і Братства мутантів.
Прем'єра «Першого класу» відбулася 25 травня 2011 року. В широкий прокат фільм вийшов 3 червня в США та 2 червня в Україні. Зрештою стрічка двічі окупилася в прокаті, а також отримала позитивні відгуки від критиків і глядачів. Успіх фільму призвів до відродження франшизи та подальшого знімання сиквелів з тими самими персонажами: «Люди Ікс: Дні минулого майбутнього» (2014), «Люди Ікс: Апокаліпсис» (2016) і «Люди Ікс: Темний Фенікс» (2019).

## Сюжет
У 1944 році, в окупованій Польщі, доктор Клаус Шмідт стає свідком того, як юний Ерік Леншерр зігнув металеві ворота, після того як нацистські солдати розлучили його з матір'ю. У своєму кабінеті Шмідт пропонує Еріку зрушити з місця металеву монету, але після декількох спроб монета не рухається. Шмідт приводить до кабінету мати Еріка і, порахувавши до трьох, вбиває її у нього на очах, пізніше пояснивши це тим, що гнів відкрив його дар. Ерік впадає в лють і вбиває двох охоронців, стиснувши на головах їх металеві каски, а так само виробляє погром у двох кімнатах за допомогою своєї здатності управляти металом, і це призводить Шмідта в захват. У той же час, в особняку в Вестчестері, Нью-Йорк, юний Чарльз Ксав'єр зустрічає дівчинку на ім'я Рейвен, яка здатна міняти свій зовнішній вигляд. Зрадівши, що він зустрів когось ще, не такого, як усі, Чарльз демонструє Рейвен свої здібності телепата і запрошує її жити в їхньому особняку.
Через майже 20 років, в 1962 році, вже дорослий Ерік Леншерр починає вистежувати колишніх нацистських офіцерів, намагаючись дізнатися у них, де знаходиться Шмідт. У той же час, в Англії, Чарльз Ксав'єр (Джеймс Макевой) закінчує Оксфордський університет, захищає дисертацію на тему мутацій людини, а його прийомна сестра Рейвен живе разом з ним і працює офіціанткою. В Лас-Вегасі, штат Невада, агент ЦРУ Мойра Мактаггерт здійснює стеження за «Клубом пекельного полум'я». Мойра проникає всередину слідом за полковником Хендрі, де бачить Себастьяна Шоу (він же доктор Шмідт), Емму Фрост, Азазеля та Ріптайда під час демонстрації їх здібностей. Шоу погрожує Хендрі, змушуючи розмістити ракети «Юпітер» в Туреччині, після чого Азазель переміщує його в генштаб США з питань війни з СРСР, де він пропонує розмістити ракети. Мойра повідомляє по телефону, що Хендрі був в «Клубі пекельного полум'я», проте її колега не вірить їй, стверджуючи, що так швидко потрапити в штаб з Лас-Вегаса неможливо. Мойра та її напарник вирішують знайти фахівця з генетичним мутаціям.
Мойра приїжджає до Англії, де знайомиться з Чарльзом Ксавьером. Разом з ним і Рейвен вона намагається переконати ЦРУ, що мутанти існують і Себастьян Шоу являє загрозу. Після того, як Рейвен демонструє свої здібності, ЦРУ доручає своєму співробітнику, ім'я якого не називається, займатися питанням мутантів. Ксав'єру вдається вислідити місцезнаходження Шоу, і коли він прибуває туди, він рятує Еріка Леншерра, який так само знайшов Шоу і хотів помститися. Коли Ерік намагався наздогнати його підводний човен, Чарльз переконав його, що той може загинути. Разом з Леншерром та агентом, Ксав'єр прибуває в секретний відділ ЦРУ під назвою «Відділ Ікс», де зустрічається з молодим ученим Хенком Маккоєм, який теж має мутацією — неймовірно чіпкими ступнями-кистями і феноменальним інтелектом. Рейвен починає зближуватися з Хенком, і в розмові про мутації, він обіцяє, що знайде ліки, яке дозволить їм більше не ховатися і бути нормальними. Хенк показує Чарльзу свій пристрій — Церебро, який разом з телепатією Чарльза може визначити місцезнаходження інших мутантів для навчання та боротьби з Шоу. Ксав'єр і Леншерр знаходять танцівницю, Енджел Сальвадор, таксиста Армандо Муньоза, ув'язненого на військовій базі Алекса Саммерса, підлітка Шона Кессіді, який створює потужні ультразвукові хвилі. Мутація Енджел — крила на спині, і вона бере псевдонім Ангел; Армандо здатний адаптуватися до зовнішньої ситуації або середовища, і бере псевдонім Дарвін; Алекс може генерувати і метати плазмові кільця (пізніше — промені), і бере псевдонім Хавок; Шон здатний видавати звукові хвилі руйнівної сили, що дозволяють також і літати, і бере кодове ім'я Банши; Рейвен просить називати її Містік. Також, вони дають кодові імена Чарльзу і Еріку — Професор Ікс і Магнето відповідно.
Мойра Мактаггерт разом з Ксавьером і Еріком вирушають на військову базу в Росії, щоб вистежити Шоу. Там вони бачать тільки Емму Фрост з генералом. Ксав'єр проникає в свідомість солдата, який охороняє вхід в особняк і дізнається зі слів Емми, яка розмовляє з генералом, що Шоу тут немає. Ерік говорить Ксав'єру, що Емма Фрост права рука Шоу і направляється в особняк, щоб розібратися з нею. Від неї вони дізнаються, де знаходиться Себастьян Шоу, а після віддають її ЦРУ. Між тим, Шоу, Азазель, Ріптайд атакують Відділ Ікс, де знаходяться молоді мутанти. Шоу пропонує їм приєднатися до нього. Ангел приймає пропозицію, а Дарвін намагається врятувати її, але Шоу, володіючи здатністю поглинати енергію, поглинає плазмовий промінь Хавок і вбиває ним Дарвіна. Відділ Ікс знищений, і Ксав'єр вирішує переїхати в свій сімейний особняк, де він готує мутантів, вчить керувати своїми здібностями, а також допомагає Леншерру навчитися контролювати магнетизм не тільки за допомогою гніву.
Президент США Джон Кеннеді повідомляє в телезверненні, що країна встановлює блокаду, щоб стримати СРСР від установки своїх ракет на Кубі. Дізнавшись про це, радянські генерали відправляють флот на Кубу. Себастьян Шоу навмисно подав радянським генералам цю ідею, сподіваючись розв'язати третю світову війну. Вирішивши, що Шоу буде на місці лінії блокади, щоб особисто бути присутнім при запуску ракет СРСР, Ксав'єр вирішує вирушити туди і спробувати не дати Шоу запустити радянські ракети. У ніч перед цим, Хенк Маккой приносить Містик ліки, які, на його думку, здатні вилікувати від мутації і зробити їх зовні такими ж, як усі. Містик, яка поговоривши з Леншерром і навіть зав'язавши з ним стосунки, почала пишатися своєю мутацією і синьою шкірою, відмовляється, а Хенк приймає ліки, які тільки посилює його мутацію, а не зменшує її — він покривається синьою шерстю і стає схожим на звіра, після чого Хавок пропонує йому взяти псевдонім «Звір».
Прибувши на лінію блокади на літаку, керованому Звіром і Мойрою Мактаггерт, Ксав'єр та інші мутанти дізнаються, що Шоу знаходиться в підводному човні в шоломі, що захищає його від телепатії, а суховантаж переправляє ядерні ракети на Кубу дуже недалеко від лінії блокади і відмовляється виконувати накази Кремля про повернення в порт Одеси. За допомогою телепатії, Ксав'єр проникає в свідомість російського генерала, який знаходиться на крейсері російських недалеко від Куби, і той натискає на кнопку запуску ракет, які спрямовані на суховантаж. Банши використовує свої здібності сонара і знаходить човен Шоу, а Леншерр підіймає її в повітря, направляючи до берега. Тим часом Ріптайд створює смерч, який пошкоджує літак і він разом з підводним човном падають на берег. На березі відбувається битва між мутантами Шоу та Ксавьера. Ерік направляється в підводний човен, Ксав'єр «слід за ним» в його підсвідомості. Проникнувши усередину, відбувається бійка між Еріком та Шоу, в процесі якої пошкоджується захисне оточення кімнати, що не дозволяло Ксав'єру «подумки» пройти в неї. Ерік забирає антителепатичний шолом Шоу, а його вбиває тією ж монетою, яку Шмідт попросив його зрушити 20 років тому.
Побачивши те, як Леншерр підіймав підводний човен, а Банши літав, кораблі США і СРСР запускають ракети на мутантів, злякавшись їх. Ксав'єр намагається відмовити Леншерра від знищення кораблів шляхом розвороту їх же ракет на зворотний курс. Відбувається невелика бійка, в процесі якої частина ракет втрачає керування і вибухає в повітрі або у воді. Мактаггерт стріляє в Еріка. Коли той намагається відобразити кулі, одна з них випадково потрапляє в спину Чарльза. Леншерр намагається допомогти йому, проте Чарльз каже, що це сталося з його вини. Охоплений докорами совісті, Леншерр вирішує піти. Він пропонує мутантам піти разом з ним і припинити ховатися. Містик погоджується, до нього також приєднуються Ріптайд, Азазель, Ангел.
Пізніше, прикутий до інвалідного крісла, Чарльз говорить Мойрі, що він має намір відкрити школу для дітей-мутантів в своєму особняку. Вона обіцяє не розкривати це владі та пізніше в ЦРУ вона каже, що нічого не пам'ятає про події, що відбулися. У фінальній сцені, Леншерр, в новому костюмі і новому шоломі, знаходить замкнену в ЦРУ Емму Фрост, пропонує їй приєднатися до нього, і називає себе Магнето.

## У ролях
| Актор              | Роль                                         |
| ------------------ | -------------------------------------------- |
| Джеймс Макевой     | професор Чарльз Ксав'єр / Професор Ікс       |
| Майкл Фассбендер   | Ерік Леншерр / Магнето                       |
| Лоуренс Белчер     | юний Чарльз Ксав'єр                          |
| Білл Мілнер        | юний Ерік Леншерр                            |
| Кевін Бейкон       | Себастьян Шоу                                |
| Дженьюарі Джонс    | Емма Фрост / Біла Королева                   |
| Роуз Бірн          | доктор Мойра Мактаггерт                      |
| Ніколас Голт       | Генк Маккой / Звір                           |
| Дженніфер Лоуренс  | Рейвен Даркхолм / Містик                     |
| Морган Лілі        | юна Рейвен Даркхолм                          |
| Ребекка Ромейн     | доросла Рейвен Даркхолм (камео)              |
| Олівер Платт       | Людина в чорному                             |
| Рей Уайз           | Державний секретар США                       |
| Зої Кравіц         | Енджел Сальвадор / Ангел                     |
| Калеб Лендрі Джонс | Шон Кессіді / Банші                          |
| Лукас Тілл         | Алекс Саммерс / Хавок                        |
| Еді Ґатеґі         | Армандо Муньоз / Дарвін                      |
| Джейсон Флемінг    | Азазель                                      |
| Алекс Гонзалес     | Янош Квестед / Ріптайд                       |
| Глен Моршауер      | полковник Хендрі                             |
| Метт Крейвен       | директор ЦРУ Маккоун                         |
| Раді Шербеджія     | російський генерал                           |
| Майкл Айронсайд    | капітан ВМС США                              |
| Джеймс Ремар       | американський генерал                        |
| Дон Крич           | агент Вільям Страйкер ст.                    |
| Х'ю Джекман        | Джеймс Гоулетт/Лоґан/Росомаха (камео в барі) |
| Бет Годдард        | місіс Ксав'єр                                |
| Олек Крупа         | Радянський капітан                           |